# Xanthochorema calcaratum
Xanthochorema calcaratum là một loài Trichoptera thuộc họ Hydrobiosidae. Chúng phân bố ở miền Australasia.